# 名古屋臨海鉄道ND552形ディーゼル機関車

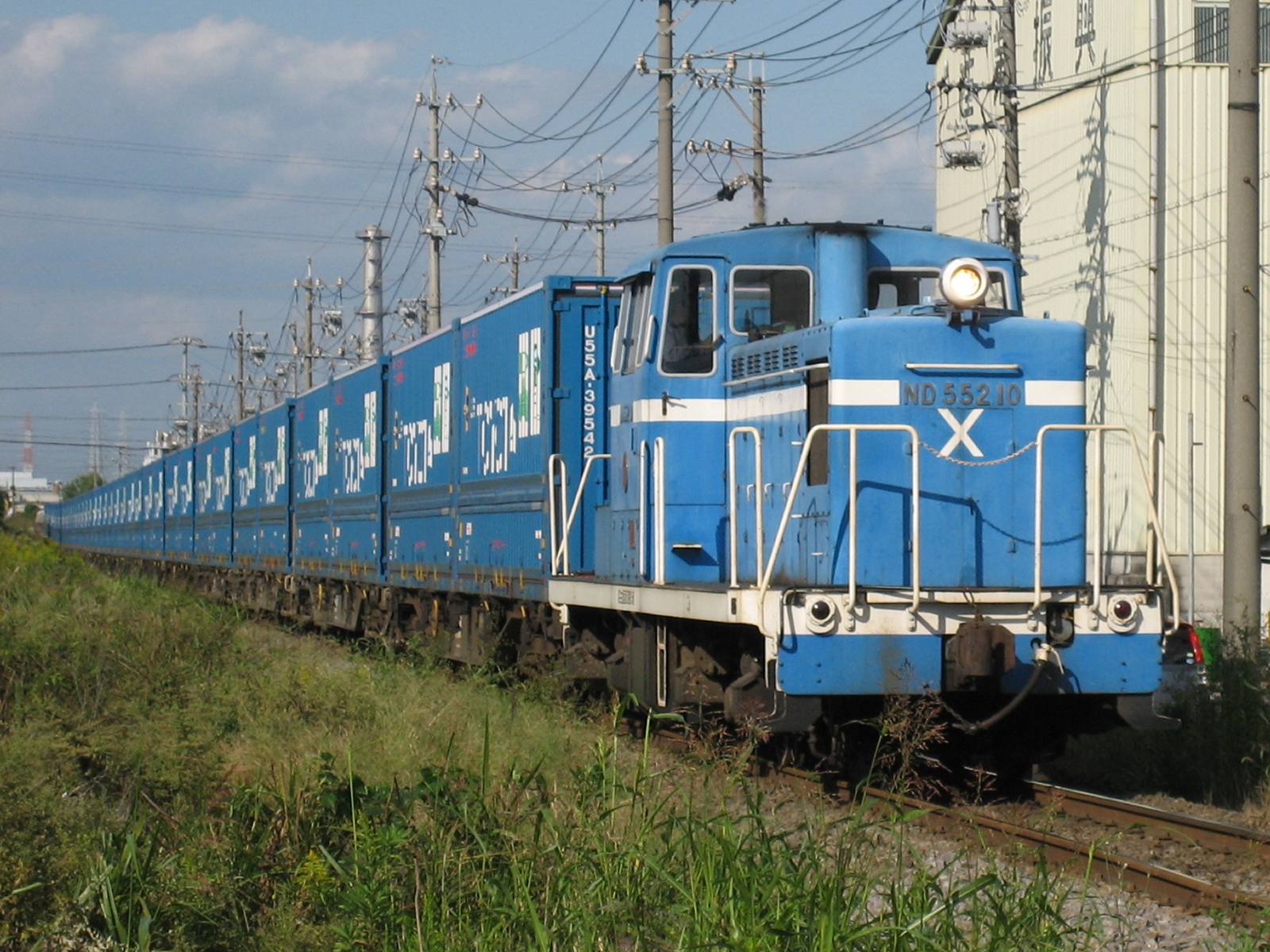
TOYOTA LONGPASS EXPRESSを牽引する10号機（2007年10月）

名古屋臨海鉄道ND552形ディーゼル機関車（なごやりんかいてつどうエヌディー552がたディーゼルきかんしゃ）は、名古屋臨海鉄道が保有するディーゼル機関車である。

## 概要
名古屋港東部の工業地帯に貨物専業の鉄道路線を持つ名古屋臨海鉄道が、自社線の運行ならびに日本貨物鉄道（JR貨物）の貨物駅における入換作業に使用するために所有するディーゼル機関車である。
1965年（昭和40年）の同鉄道開業時からの形式で、2013年（平成25年）4月時点で3号機、7 - 10号機、13号機および15・16号機 (ND552 3、7 - 10、13、15、16) の8両が在籍する。1965年から1988年（昭和63年）にわたって合計17両が増備されたが、すでに9両が廃車されている。日本国有鉄道（国鉄）のDD13形ディーゼル機関車と同タイプの機関車で、名古屋臨海鉄道が直接発注した自社発注車両（10号機まで）と、国鉄で使用されていたものを譲り受けた車両（11号機以降）とに分かれる。
形式名ND552形の「N」は名古屋 (Nagoya)、「D」は動軸の数（4軸）、「55」は自重（55トン）、「2」はエンジン数を意味する。

## 自社発注機

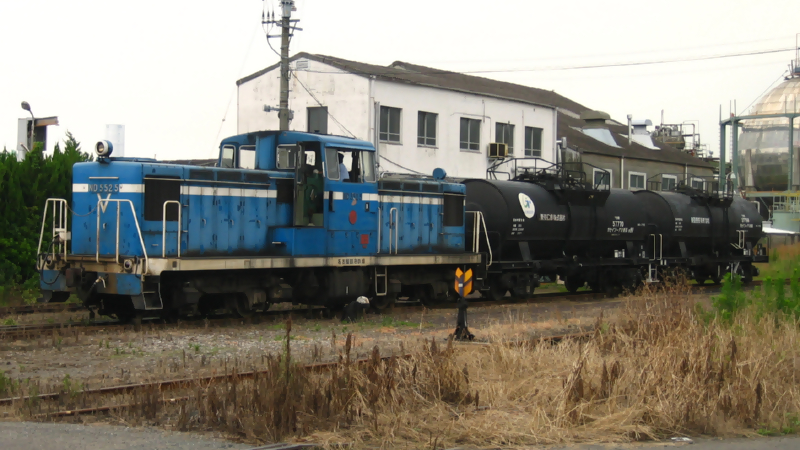
昭和町線で運用中の5号機（2007年6月）

### 略歴
17両のND552形のうち、1 - 3号機および5 - 10号機（ND552 1 - 3、5 - 10。4号機は欠番）の9両は自社発注機である。いくつか異なる点はあるが、国鉄のDD13形に準じた設計となっている。
名古屋臨海鉄道最初の路線である東港線など3路線が開通した1965年8月にまず1号機から3号機までの3両が用意された。1号機と2号機は日本車輌製造（日本車両）製、3号機は汽車製造製である。
続いて1968年（昭和43年）8月に南港線部分開業に備えて5号機、1969年（昭和44年）7月に南港線全通に備えて6号機が増備された。その後も列車の増加に伴って1972年（昭和47年）3月に8号機、同年7月に7号機、1973年（昭和48年）9月に9号機、1974年（昭和49年）3月に10号機がそれぞれ増備され、全9両が出揃った。1968年以降増備の6両はすべて日本車両製である。
1986年（昭和61年）8月に3号機が更新工事を受け、車体や主要部品がDD13形233号機のものに交換された。このため他の車両と異なり前照灯が2灯となっている（自社発注機の他の車両は1灯のみ）。元になった旧国鉄DD13形233号機は1966年（昭和41年）3月・日本車両製で、1986年8月に国鉄で廃車となっていた。後に3号機は名古屋貨物ターミナル駅での入換用の機関車として使用されるようになった。
1号機が1995年（平成7年）3月、2号機が2003年（平成15年）3月、5号機が2008年（平成20年）8月、6号機が2012年（平成24年）8月にそれぞれ廃車された。2015年、開業50周年を記念して休車していた7号機が落成当時の赤色の塗装に復刻され運用に復帰した。2021年までに3号機と9号機が除籍され、2023年には10号機も運用離脱した。現在は2両 (7号機・8号機) が運用されている。

### 車体・主要機器
センターキャブ機であり、運転室を中央に、その前後にボンネットを配置する。最大寸法は、長さ13,600mm、幅2,846mm、高さ3,930mm。自重は55.0トン。塗装は、開業時は国鉄色に準じたものであったが、後にブルーの車体に白帯が入る現在の塗装となった。
機関はDD13形に準じており、500PSのDMF31SB形エンジンを2台搭載する。重連総括制御に対応。メーカーによって台車が異なり、台車の軸箱支持方式が汽車製造製の3号機はウイングばね式であるが、他の日本車両製の車両は軸ばね式である。

## 国鉄譲受機

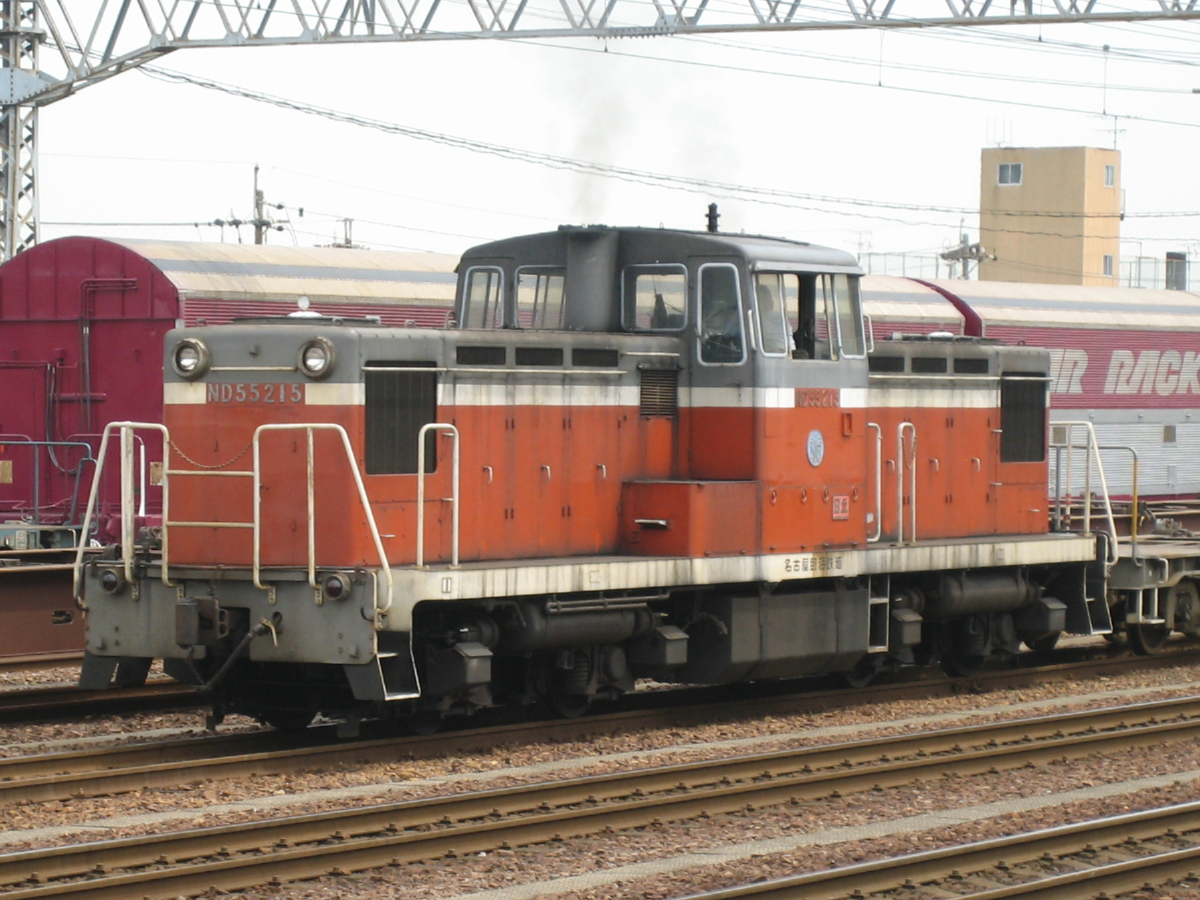
名古屋貨物ターミナル駅で入換作業に従事する15号機（2007年5月）

### 略歴
ND552形は1980年（昭和55年）より国鉄および日本国有鉄道清算事業団からDD13形を譲り受ける形で再び増備され、1988年（昭和63年）までに計8両が追加された。このグループに該当するのは11 - 13号機および15 - 19号機（ND552 11 - 13、15 - 19。14号機は欠番）である。入線にあたって基本的に改造はなされなかったが、一部の車両は入線後に台車や車体の流用により原形と異なる装備となった。
名古屋臨海鉄道での竣工日と国鉄時代の番号・履歴は以下の通り。
- 11号機：1981年3月竣工。元国鉄DD13形5号機、1958年7月汽車製造製、1980年3月廃車。
- 12号機：1980年9月竣工。元国鉄DD13形12号機、1958年7月日本車両製、1979年11月廃車。
- 13号機：1986年10月竣工。元国鉄DD13形308号機、1966年3月日本車両製、1986年3月廃車。
- 15号機：1987年5月竣工。元国鉄DD13形306号機、1966年5月日立製作所製、1987年3月廃車。
- 16号機：1987年3月竣工。元国鉄DD13形225号機、1965年9月日本車両製、1986年12月廃車。
- 17号機：1988年8月竣工。元清算事業団DD13形247号機、1965年9月汽車製造製、1986年8月廃車。
- 18号機：1988年8月竣工。元清算事業団DD13形224号機、1965年9月日本車両製、1987年2月廃車。
- 19号機：1987年12月竣工。元清算事業団DD13形226号機、1965年9月日本車両製、1987年2月廃車。

11号機は1983年（昭和58年）5月に休車となり、13号機の竣工と同時に廃車となった。
更新工事が行われたのは12、13、16号機の3機である。12号機は元国鉄DD13形360号機（1967年4月汽車製造製、1986年8月廃車）の車体や主要部品を転用し更新された。13号機と16号機は、路線を休止した苫小牧港開発（北海道）からD56形の車体を購入し、2機の車体をこれに振り替えることによって更新された（13号機が旧・D5604、16号機が旧・D5605）。この2両は運転席の出入り口が2か所（他の車両は4か所）で、出入り口のない部分の運転席窓が横長になっている。D5604は1972年（昭和47年）10月新造、D5605は同年11月新造で、いずれも川崎重工業製。名古屋臨海鉄道での竣工は13号機が1998年（平成10年）11月、16号機が同年4月である。
2000年代に入ると11号機以外にも廃車となる車両が現れた。まず2000年（平成12年）7月に19号機が廃車された。なお19号機は廃車後に太平洋セメントに譲渡され、四日市駅の太平洋セメント専用線での入換用として使用された。2002年（平成14年）4月に17・18号機、2003年3月に12号機が廃車となり、このグループは13、15、16号機の3機のみとなった。この3機は重連総括制御に非対応で、JR貨物名古屋貨物ターミナル駅の入換作業で使用されている。また、廃車となった17号機は防爆構造に改造され知多駅のジャパンエナジー（現・ENEOS）専用線で使用されていた。
2020年（令和2年）からJR貨物のHD300形が名古屋貨物ターミナル駅に配属されたことに伴い順次置き換えが進み、2023年までに3機全てが役目を終えて東港駅に回送され廃車となった。

### 車体・主要機器
1958年製造のDD13形を種車とする11・12号機は、370PSのDMF31S形エンジンを2台搭載する。最大寸法は長さ13,600mm、幅2,846mm、高さ3,850mm。自重は55トンである。台車の形式はDT105形。
1965年以降製造のDD13形を種車とする13号機以降は、自社発注機と同じ500PSのDMF31SB形エンジンを2台搭載する。最大寸法は長さ13,600mm、幅2,826mm、高さ3,852mm。自重は55トンである。台車の形式はDT113形。ただし、苫小牧港開発D56形の車体に振り替えた13・16号機は最大寸法が長さ14,000mm、幅2,826mm、高さ3,849mmと異なる。

## 譲渡・保存車両
19号機は太平洋セメントに売却され、四日市駅の同社専用線へ移籍した。2000年7月に開始された中部国際空港建設用埋立て土砂の輸送に対応するためであったが、輸送終了後は予備機の扱いになっている。
11号機は中津川市（旧・恵那郡福岡町）のドライブイン「白川園本舗福岡城」へ、国鉄時代の番号 (DD13 5) に戻された上で移設されたが現存しない(解体時期不明)。